# Ratpenat de cua de beina de Hamilton
El ratpenat de cua de beina de Hamilton (Taphozous hamiltoni) és una espècie de ratpenat de la família dels embal·lonúrids que es troba a Somàlia, el Txad, Kenya, el Sudan, Tanzània i Uganda.
Viu a la sabana.
Està amenaçada per la pèrdua del seu hàbitat natural.